# Anja Fichtel
Anja Petra Fichtel, po mężu Mauritz (ur. 17 sierpnia 1968 w Tauberbischofsheim) – niemiecka florecistka reprezentująca RFN do 1990 roku. Czterokrotna medalistka olimpijska i wielokrotna medalistka mistrzostw świata.
Na igrzyskach olimpijskich w Seulu w 1988 roku wywalczyła złoty medal indywidualnie, pokonując w finale swoją rodaczkę, Sabine Bau 8:5. Parę dni później wspólnie z Zitą Funkenhauser, Christiane Weber, Sabine Bau i Annette Klug zdobyła także złoto w turnieju drużynowym. Na rozgrywanych cztery lata później igrzyskach olimpijskich w Barcelonie reprezentacja Niemiec w składzie: Zita Funkenhauser, Sabine Bau, Anja Fichtel-Mauritz, Monika Weber i Annette Dobmeier zdobyła drużynowo srebrny medal. Medal ten zdobyła zaledwie dwa miesiące po urodzeniu pierwszego dziecka. W turnieju indywidualnym nie startowała. Brała też udział w igrzyskach olimpijskich w Atlancie w 1996 roku, gdzie razem z Sabine Bau i Moniką Weber zajęła drużynowo trzecie miejsce. W zawodach indywidualnych była tym razem dziesiąta.
Podczas mistrzostw świata w Barcelonie w 1985 roku razem z Cornelią Hanisch, Sabine Bischoff, Susanne Lang i Zitą Funkenhauser zdobyła złoty medal w zawodach drużynowych. W konkurencji tej Niemki z Fichtel w składzie zdobywały następnie złote medale na mistrzostwach świata w Denver (1989) i mistrzostwach świata w Essen (1993) oraz brązowe podczas mistrzostw świata w Sofii (1986) i mistrzostw świata w Budapeszcie (1991). Ponadto na mistrzostwach świata w Sofii w 1986 roku i mistrzostw świata w Lyonie cztery lata później była najlepsza indywidualnie, a na mistrzostwach świata w Denver w 1989 roku była w tej konkurencji druga, przegrywając w finale z Olgą Wieliczko z ZSRR.
Kilkukrotnie zdobywała medale mistrzostw kontynentu, w tym złoty indywidualnie podczas mistrzostw Europy w Linzu w 1993 roku.
W 1990 roku wyszła za mąż za austriackiego florecistę Mertena Mauritza. Po 1996 roku zakończyła karierę i urodziła drugie dziecko. W późniejszych latach rozwiodła się z Mauritzem.

## Osiągnięcia
Konkurencja: floret
Igrzyska olimpijskie
- indywidualnie (1988); drużynowo (1988)
- drużynowo (1992)
- drużynowo (1996)

Mistrzostwa świata
- indywidualnie (1986, 1990)[6][7]; drużynowo (1989, 1993)
- indywidualnie (1989)[8]